# Ир (приток Ишима)
Ир — несудоходная река в России, протекает в северо-восточной части Абатского района Тюменской области (только нижнее течение) и в северо-западной части Крутинского района Омской области (верхнее течение). Длина реки 86 км, площадь водосбора 1020 км².
Начало берёт недалеко от деревни Моторово. Впадает в реку Ишим восточнее деревни Спирина.

## Притоки
- Отнога[2] (лв)
- Кудриха[2] (пр)
- Епишиха[2] (лв)
- Степаниха[4] (лв)
- Почтовая[4] (лв)
- Крутиха[4] (пр)
- Кислуха[4] (лв)

## Ихтиофауна
В реке водятся — плотва, язь, елец, окунь, щука, ёрш, карась, лещ, налим и др.

## Населённые пункты
От истока к устью
Моторово, Никольск, Лазаревка, Троицк, Толоконцево, Красный Яр, Паново, Куйбышево, Гущина, Пеньково, Шалашина, Бития, Иры, аул Круговой.

## Данные водного реестра
По данным государственного водного реестра России относится к Иртышскому бассейновому округу, водохозяйственный участок реки — Ишим от границы РФ с Респ. Казахстан до устья без оз. Большой Уват до г/у Большой Уват, речной подбассейн реки — Ишим (российская часть бассейна). Речной бассейн реки — Иртыш.
Код объекта в государственном водном реестре — 14010300212115300011521.